# 日本干涉西伯利亚
日本干涉西伯利亚，是1918-1922年间作为协约国武装干涉俄国内战，日本出兵西伯利亚滨海边疆区干涉俄国内战，协助白军对抗布尔什维克红军的事件。

## 背景
1914年8月23日，日本依据《英日同盟》向德国宣战，从而成为協約國的一员加入第一次世界大战。1917年沙皇尼古拉二世退位，不久布尔什维克夺取了政权，并与德国单独媾和割地签订《布列斯特-立陶夫斯克條約》退出一战。布尔什维克的革命席卷了俄国，在海参崴也受到了影响；此地是俄国在远东日本海沿岸的主要港口，存储着大量军用物资，并且有不少商行在此开办机构。

## 參與進程
1917年法国对日本进行了照会，希望日本能出兵干涉俄国革命，但日本方面拒绝了这一请求。不过到了1918年2月，日本参谋本部和陆军省成立了一个西伯利亚计划委员会，以探讨万一俄国保皇党（白军）失利，日本如何利用这一机会，将西伯利亚从俄国手中分离独立出去，成为日俄之间的缓冲国，从而一劳永逸地解决俄国对日本的威胁。日本陆军打算从两面发起进攻，一路从海参崴沿黑龙江向伯力推进，另一路则沿着東清鐵路（又称中东铁路）突击，在贝加尔湖一带切断西伯利亞鐵路。然而时任日本首相原敬反对陆军的这一计划。
1917年末，日本政府得到情报称英国政府正秘密与美国进行磋商，打算绕开英日同盟，在没有日本参加的情况下由英美共同出兵海参崴干涉俄国内战。同年12月，英国同意这一行动需要得到日本的参与，但在各方依旧在对细节进行磋商的时候，英方就自行派出萨福克号从香港前往海参崴。时任首相寺內正毅对此大为震怒，要求海军抢在英国人前面抵达海参崴。这项任务交给了加藤宽治海军少将，让其率领两艘战列舰石见、朝日前往。石见号上的乘员在新年期间取消休假日夜赶工，终于使得石见得以在1月9日离开吴镇守府，12日抵达海参崴，比英国人提早了两天到达。17日朝日抵达，并且成为加藤的旗舰。而美国的布鲁克林号此前一直驻扎在此，直到1917年12年才离开，但1918年3月1日又重回此地。
出兵西伯利亚的协约国各国原本期望协约国军舰出现在海参崴，可以稳定当地反布尔什维克势力的士气，恢复公众秩序；但局势的发展超出了各国领导人的预期。一群武装分子洗劫了一家日本人开的商店，并将店主杀害，日本政府随即下令当地日本军舰上的海軍陸戰隊登陆，占领了整座城市。英军也派出了100名陆战队员保护他们的领事馆；而美国方面没有采取行动。1918年7月，伍德罗·威尔逊总统询问日本人是否同意派出7000人，与美国西伯利亚远征军一道加入国际干涉军；这支干涉部队预计将会达到2万5000人之众，除了挽救捷克斯洛伐克军团，也是为了确保囤积在海参崴的军用物资。经过在國會的一番激烈辩论，寺内首相同意派出1万2千人，但坚持在日本自己的指挥下行事，而不是交由国际干涉军统一指挥。
寺内政府为了在西伯利亚建立傀儡政权，将相关事宜交给参谋本部第二部长中岛正武处理。

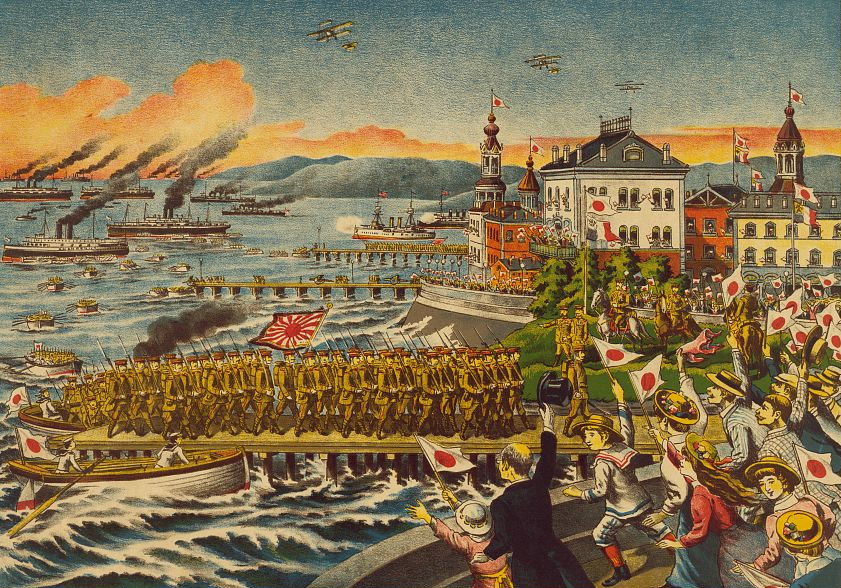
《救俄讨德远征军画报》宣传画，描绘日本民众欢送军队开拨

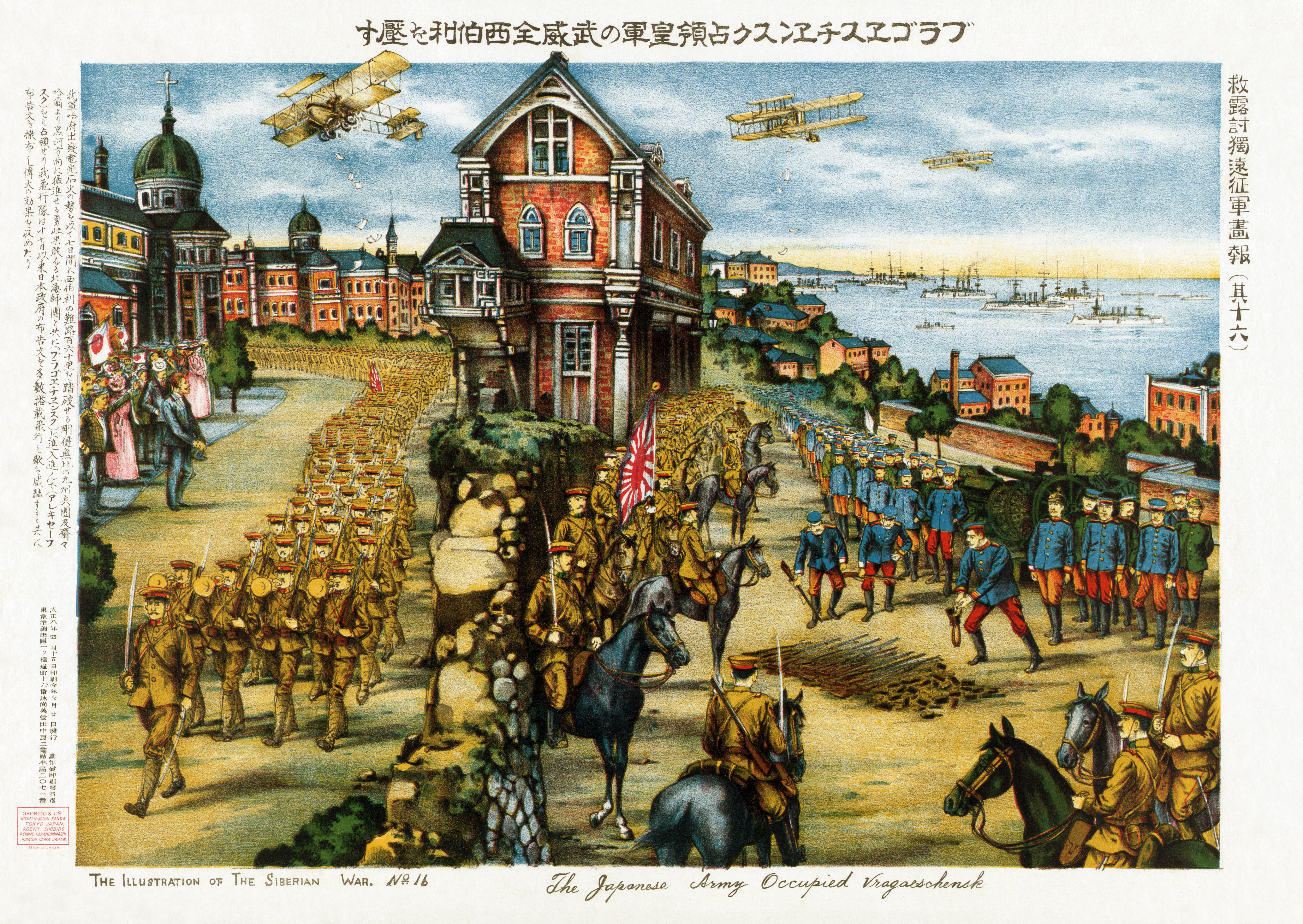
《救俄讨德远征军画报》宣传画，描绘日军进入海兰泡。左侧文字“我军哈府出发、刚勇无比、以电光火石之势在七日间穿过西伯利亚的艰难道路一百六十里的九州兵团，及勇状果敢、从齐齐哈尔出发沿黑河方向猛进的北海师团，共同进入海兰泡，占领阿列克谢夫斯克。我飞行队十七日以来搭载大量日本政府布告文，威吓敌军并撒播传单，取得伟大成效”。1919年印刷刊行

但陆军方面，在得到政治上的同意之后，就立即在由比光衛的负责下展开了一个庞大的出兵计划。日本最终派出多达7万人的庞大部队，远远超出了任何一个协约国的预期。更有甚者，协约国原本只是打算在海参崴附近进行活动，但日军显然不打算就此停下，几个月之内就深入到了贝加尔湖和布里亞特，1920年日本各财阀如三菱、三井等纷纷在海参崴、伯力、庙街、赤塔等地开设办事处，并有多达5万余名平民移民跟随日军抵达。在国际干涉军撤军后，日军依然留在西伯利亚；然而政治情势使得日本陆军无法公然吞并这片资源丰富的土地。日本一直支持着白军的领袖之一高爾察克，直到1920年其战败被俘；同时还给另一白军领袖谢苗诺夫以援助，然而谢苗诺夫的政权在布尔什维克的攻势之下，在1922年瓦解。1922年3、4月间，日军击退了布尔什维克红军对海参崴的一次大规模进攻。
随着在西伯利亚的战事持续，国帑大量耗费，每年的财政收入有一半以上都投入到了俄国，日本国内公众对此的不满情绪也日益高涨。1922年6月24日，日本单方面宣布撤出俄国，但是依然强行占领着库页岛，以作为对尼港事件的赔偿，直到1925年日苏建交才将该岛北部归还给苏联。

### 反游击战
1919年1月起，深入俄国内陆的日军就开始陷入了游击战的泥潭中。游击队由各种劳工、农民组成，频频袭击交通线路，使得日军耗费大量精力来确保交通线路。同年2月中旬，步兵第12旅团长山田四郎少将“根据师团长的命令”而发布通告，称“第一，对日本军及俄罗斯人采取敌对行为的过激派军散布在附近各地，经常针对日本军采用乔装打扮的手段伪装成良民，伤害我军士兵，我今已认清其实质，今后村落中的人民如有无视禁令对日俄军兵采取敌对行动者，将视该村人民为支持过激派军队，必加以严惩，其村落必须予以烧毁废弃”。
此外，派遣军政务部长松平恒雄在收到外相内田康哉的电报“别电一五九号”时，也作了记录：“最近州内各地都有过激派赤卫团煽动州民，时常发生反对现政府及日本军的事情。我军苦于无法识别何者为过激派，何者为非过激派，如此实在不可能恢复秩序。如今的状态无法容许，因此对全黑龙州人作如左通告：一、各村落一旦发现过激派，无论人口多寡，一律烧打全数歼灭……”
当年1月，在马扎诺沃，当地游击队蜂起抵抗日军“现地守备队”，随后发生大规模的战斗，附近的多个村落也被卷入进来。由于零下42℃的严寒，日军被迫撤退，红军游击队解放了村落。但此后守备队长前田多仲大尉率领讨伐队卷土重来，将沿途的村庄烧毁，将农民杀死，重新占领了游击队遁走后的马扎诺沃村；随后日军到达马扎诺沃附近一个叫苏哈奇诺的村庄，将来不及逃走的村民全数射杀，连女童也不放过，全村则被彻底烧毁。而对于这件事，日军的《出兵史》的记载则是“为了惩罚当地村民勾结游击队、藏匿从我守备队处掠夺的物资的行为，将该村的民宅烧毁夷平”。
同年2月13日，第12师团第3大队第8中队凌晨袭击了一个名叫英诺肯切夫斯基的村落，村里的游击队遁逃，日军将村里的没有抵抗的村民逮捕，女童也被包括在内；随后将其当作游击队支持者，用刺刀和枪械杀害，也有军官和下士官等用日本刀进行杀害。然后日军掠夺了村里的物资和粮食，随后纵火，而对此暴行，有评论认为，“这种有组织的暴行虽然是对游击队的报复行动，但同时也激起了更大的反抗”。
1919年初，阿穆尔州的白军政府只能控制城市，布尔什维克则掌握了农村。白军要求农村游击队员缴械，但在布尔什维克拥有很强影响力的地区，游击队员拒绝了政府的要求。当地白军遂在日军支持下强行进入伊瓦诺夫卡村搜索，收缴武器，逮捕并枪杀革命分子。但白军的镇压行动激起了村民更大的反抗，革命派渗透得更加深入，游击队甚至扩编到了13个中队。日军在知晓该地情势后组织“讨伐部队”再度展开袭击，但由田中胜辅少佐率领的步兵第72联队第三大队受到熟悉当地地形的游击队伏击，全军覆没。
同年3月22日，阿穆尔州中部地方第12师团（师团长大井成元中将）步兵第12旅团为了洗刷“不名誉的败北”的耻辱，而发起了“过激派大讨伐”。但日军对游击队的战斗并没有成功，于是改为“村落烧弃”。符拉迪沃斯托克派遣军政务部在事后派人走访了当地人民，其调查报告其中一节如下：
|  | 3月22日早上10点，本村被日本军包围。当天村民都在照料家业，一派和平。最初西北方向听到了枪声，随后炮弹落在了村里；大概两小时内有大约两百发炮弹飞来，有5、6家农家着火。村民惊慌失措，四处逃亡，有的则躲藏在地下室里。不久日本兵和哥萨克兵出现，在屋下堆积枯草，浇上石油，然后放火。女童惊恐号泣，有的甚至吓晕过去，有的则陷入歇斯底里的状态。男子大多要么被杀，要么被捕，派成一列侯被齐射击毙，没被射死的就被刺刀刺杀。最惨的一幕发生在一栋杂物小屋那里，15名村民被押入屋内，然后由外面放火，里面的人被活活烧死。村里有村籍的人中有216人被杀，没有村籍的人也有不少被害。130户农家被烧毁，谷物农具家财难以计数。损害总计达750万卢布。孤儿约500名；有八户只剩下老人，再也没有抚养者，还有大量现金生活穷困的家庭 |

另有报道则指日军在镇压时，从1岁半的婴儿到96岁的老人，共有257人被刀枪等杀害；36人被关在小屋内烧死。对此惨状，步兵第12旅团长山田则扬言“若再有里通赤卫军、反对日本军者，都要落得和伊瓦诺夫卡同样的命运”。
同年9月间，2000名日军连同8个哥萨克团包围了在外貝加爾山脈的布尔什维克游击队主力，9月29日至10月19日间博格达特之战爆发，这也是内战期间当地最大规模的战斗。激战中游击队员拼死反击，最后大部成功突围。

### 庙街事件
1918年，布尔什维克红军进占了庙街（俄文称尼古拉耶夫斯克），并建立了苏维埃政权。但日军登陆后，当地的红军势孤力弱，于是主动撤退避让，庙街遂由高尔察克的白军政府接管。1919年11月，高尔察克政权几近崩溃，游击队逐步占据了市区周边农村地区；驻庙街的日军和白军逐渐被包围起来，而该地有半年时间都处于海港封冻的状态，无法获得日军的海上支援。而也是11月，布尔什维克方面任命了雅科夫·伊万诺维奇·特里雅皮钦负责黑龙江下游的活动。特里雅皮钦的活动卓有成效，用了两个月即让部队壮大到了4000多人，聚集了俄罗斯人、朝鲜人和中国人。
1920年1月23日，一支游击队的小股部队从冻结了的黑龙江对岸向城内发动攻击，守城日军拖出城内的旧式俄军火炮，经过修理后向来袭的游击队进行炮击还击，游击队不久即退去。当月28日，游击队的侦察队员再次出现在城下，发生战斗。2月7日，游击队夺取了要塞，开始炮击拒守城内海军无线电信所的日军。13日，日本陆军开始着手从北海道第7师团抽调增援部队；另一方面，日本海军派出战列舰三笠以及破冰船见岛试图打开水路，但尼港外天寒冰坚，无法通行，导致日军增援不及时。困守城内的日军23日与游击队进行了联络，24日停战，28日开城。游击队进城后，开始接收公共设施、银行、企业、商业，然后逮捕白军军官、企业家、资本家、政党党员、公务员、知识分子、圣职者等。

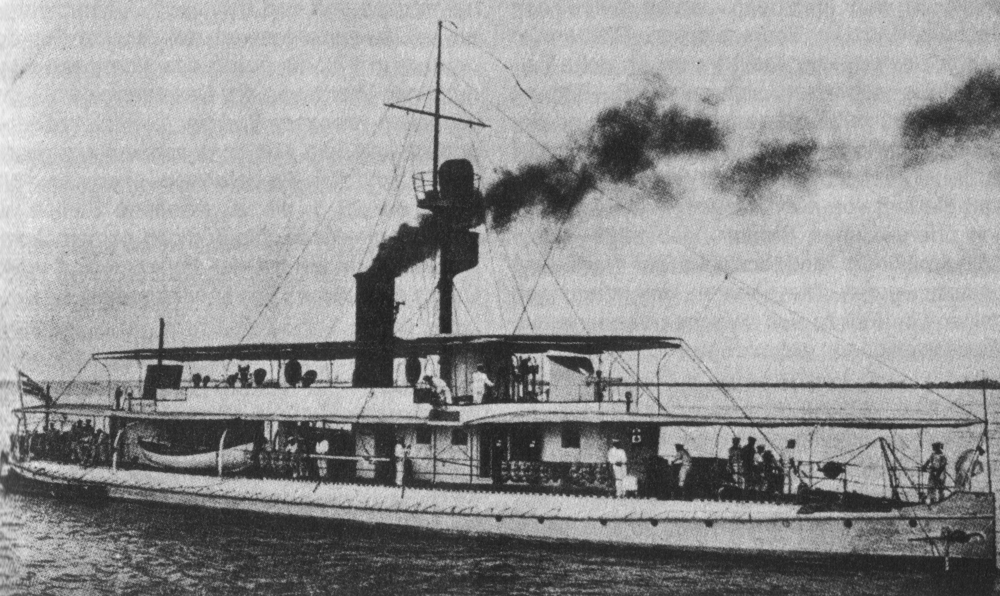
中国海军炮舰利绥号，原德国海军浅水炮舰祖国号。照片为德国海军中服役时所摄

双方很快就起了冲突。根据日方的叙述，同年3月11日下午，入城游击队勒令当地日军缴械，限期为12日中午。日军认为自己缴械后难保不会得到和白军等同样的下场，于是商定发起攻击。12日凌晨日军突袭了游击队总部，特里雅皮钦负伤逃脱。反应过来的红军开始进行反攻，人数居于劣势的日军不敌。13日，根据日方记录记载，中国海军炮舰利绥号向日军兵营炮击，摧毁了兵营建筑。14日早上，游击队包围了日本领事馆，且从亦是西伯利亞干涉行動的中華民国北洋政府海军处借来舰炮进行炮击。18日，日军投降。其后游击队对城中的日本人进行杀害；整个事件中日本陆军死者（包括家属）336人、海军44人、石田领事及家人4人、其他辨明的日本平民347人，合计731人。
日方最初的增援部队一直滞留在亚历山德罗夫斯克，无法及时抵达救援。其后日军一直在调兵遣将，5月13日第一批部队登陆，6月3日，多股日军会合后进入尼古拉耶夫斯克。日军与苏维埃政权商议后，联合行动，7月3日逮捕了特里雅皮钦。人民公审裁定“庙街红军司令官在任职期间违背苏维埃的政治方针，滥用职权进行压迫，损害了在俄罗斯共和国政府内活动的劳动人民对共产主义的信赖”；9日，特里雅皮钦及多名亲信被枪决。
日本政府6月28日决定出兵占领北库页岛，7月3日正式发表官报，“今年3月12日至5月底期间，在尼古拉耶夫斯克的日本军、领事馆员在内的日本人共700名，不分男女老少遭到虐杀，但如今无法与苏维埃政府进行交涉。在将来建立起正当的政府、使得事件可以圆满解决为止，将占领萨哈林州内的必要地点。”同时日本方面编成萨哈林派遣军，由儿岛中将率领，8月上旬登陆并占领了亚历山德罗夫斯克。
日军救援队进入尼古拉耶夫斯克后，因为有记录指称中国军舰炮击日军兵营及阵地，日本对此展开了调查。中国方面否认直接进行了炮击，只承认了借出火炮：12日晚妮娜·列别捷娃为了攻打日本领事馆而找上门来，中国北洋政府舰队领队、炮舰江亨号舰长陈世英海军上校于是拨出炮舰江亨号舷侧3英寸火炮1门又炮弹3发、武装拖船利川号加特林炮1门又炮弹15发，借与游击队（另有来源指中方共借予游击队21发炮弹）。10月26日，日本驻华公使小幡对中華民國北洋政府提出和解提案：
1. 中国政府表示道歉；
2. 中国炮舰舰长对日本军司令部表示道歉；
3. 处罚涉事官兵；
4. 中国政府向遭受中国军舰的舰炮炮击而身亡的日本人的遗属支付慰问金[20]。

北洋政府表示上述1、4项难以接受。但是在修改遣辞后，北洋政府全部接受了条件，并支付了3万元作为慰问金。涉事舰长陈世英受到“革职永不叙用”的处分。

### 日军的状态
日军的普通士兵对于战争的意义和目的并不知晓，从日军离开铁路往目的地进发开始，就普遍士气低落、军纪颓废。日军先头部队打着“拯救捷克军团”的旗号沿着乌苏里铁路前进，其间部队甚至发生了宣称“没看见俄罗斯人”就折返了回来，只能再度把部队送上前线的“滑稽一幕”。将官之间也同样堪忧，有记录指海参崴某参谋每天都去观看“裸舞”。1920年，日军陷入了反游击战的泥潭后，海参崴的派遣军高层整天出入三井、三菱商社，玩撞球、围棋、将棋之类；少壮军官则流连于酒楼。
针对这种不良风气，也有人匿名投书予以告发。黑龙会办的报纸《亚细亚时论》就曾收到过这么一类的匿名告发信，以《改革还是亡国 有关军队改良的绝叫书》发表，曾引起舆论哗然。此文共分8个小节；第3节《几乎无所不盗》中，提到士兵到村落民家中偷盗鹅、鸡、猪、牛等食用，虽然派遣军司令部对此情况也有了解，在每名士兵配发的《士兵心得》中有戒除不法言行等字句，但完全没有效果。俄罗斯方面也有日军士兵不法行为的报道记录，投诉日军士兵偷盗柴薪、家禽，又擅闯铁道职员以及普通人的家室猥亵妇女等恶行。同文还抨击大井师团长对待俄国人的态度就如对待战败国民众一般恶劣。
治安当局也担心归国军官士兵沾染了“过激派”的习气，暗地里监视着军人的言行；但是其内部编行的侦察资料中，比起所谓“危险思想”，反倒是各种军人的横行霸道占了压倒性的篇幅。一方面，各级军官、士官因为身处“战地”，整天对部下大呼小喝；另一方面，下级军官、士兵们朋辈结党横行，军官们常称之为“步兵队式”。如步兵第72联队第二中队长因为平日对下士及以下一直打压，因此某天下士以下全员带刀闯入中队事务室，把中队长恐吓一番；而第一中队的特务曹长平素态度骄横，因此和机枪队中队长一起领教了一个月的“步兵队式”，结果受了重伤。
1920年日军陷入反游击战泥潭后，前线士兵无不盼望早日回国，言称“为了干涉他国党争，而浪费人命钱财，简直混账透顶”。
当时的东京外国语学校教授、俄语学者八杉貞利1920年7月28日曾经到黑龙江和乌苏里江进行旅行，他在日记中写道：“日本的下级军人为了领取所谓殊勋的恩赏，另一方面也是羡慕那些实际参加讨伐战斗的人，因此在完全没有敌人的地方无事生非，残杀无害的良民之类事情屡有所闻，而中队长居然说出‘我的部下无事可干，实在可怜，总得干点什么吧’之类的豪言来。”他又在某个车站听闻：“抓到有百来名过激派俘虏，逐个放掉后，剩下的那些认为是首谋者统统杀掉，然后高呼‘到庙街去’云云”。他又记载到：“各车站都由日本兵守卫。……什马科夫卡车站的一名少尉对来视察的某少佐进行种种说明，我也正好在旁于是得以听闻一二。谓之眼下列车常有过激派密探，往往第一个下车然后东张西望，这种直接就可以判明（是密探），通常逮捕后即行斩首或者用别的方法杀掉，尸体就扔进机车里火葬。还没死掉的也不用管就这么关进去，在两站之间的夜间机车来回跑个几趟，也就烧得差不多了。他就在那里洋洋得意地放开嗓门说着随意斩首之类的事情。而他的报告之中，还有人仅仅是因为反抗就遭到了枪杀。看来我在浦盐听到的事情完全不假，至于他还有没有说别的就不得而知了。”

## 对日本政治的影响
日本在西伯利亚的干涉行动并不单纯。在明面上，日本出兵的目的与美国等其他干涉国一致，就是为了保卫在符拉迪沃斯托克的物资、以及拯救捷克斯洛伐克军团。但是，一方面日本政府由于本身的天皇制度的原因，而对意识形态大相径庭的共产主义极度憎恨，为了阻止共产主义的扩散而必须出兵；另一方面日本则希望从俄国手中夺取在日俄战争中未能获得的权益；再者，日本也想通过建立缓冲国、甚至是直接吞并的方式，确立日本的优势，一劳永逸地解决所谓“北方问题”。
布尔什维克红军最终夺得内战的胜利，建立苏联。日本在此前对诸多白军势力的援助，使得在和苏联直接打交道时将自己置于一个非常尴尬的境地。而在国内，对西伯利亚的出兵加深了军部和政府之间的矛盾，陆军内部也就此形成了不同的派别。后来陆军在国会上对政府进行了猛烈的抨击，指责政府没有清楚地告知日本的出兵计划，政客侵吞机要款项，以及支持臭名昭著的“疯狂男爵”罗曼·冯·恩琴等。
在西伯利亞干涉中，日軍傷亡包括負傷和生病在內約5000人；總耗資約9億日元。歷史學家加藤高明{{來源請求}}指責西伯利亞干涉是「既沒有給國家帶來一點利益，也沒有什麼外交上的收穫，就是一段失政的歷史」。